# Prihova, Nazarje
Prihova je naselje v Občini Nazarje.